# Ischnura cervula
Ischnura cervula är en trollsländeart som först beskrevs av Selys 1876.  Ischnura cervula ingår i släktet Ischnura och familjen dammflicksländor. Inga underarter finns listade i Catalogue of Life.

## Bildgalleri

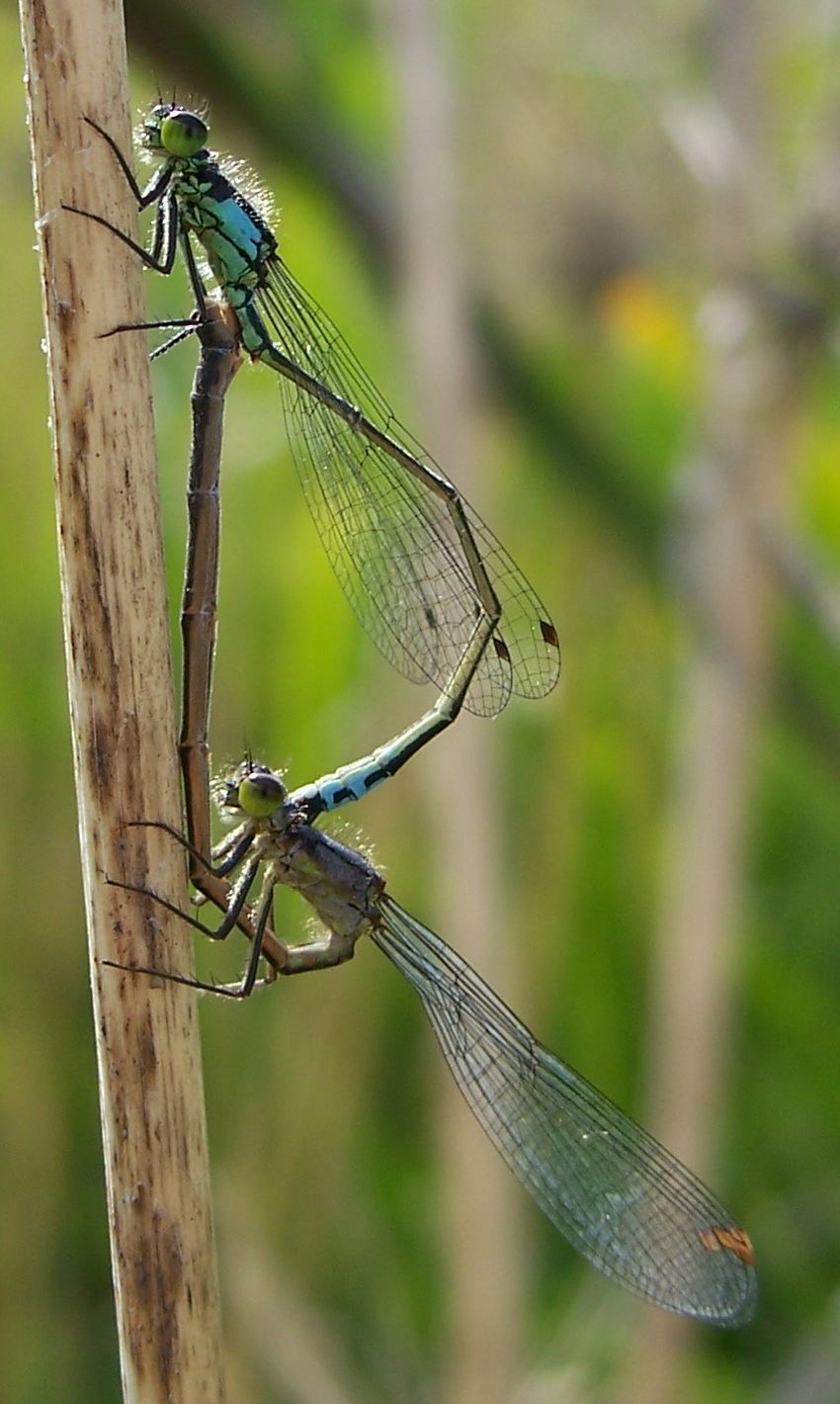
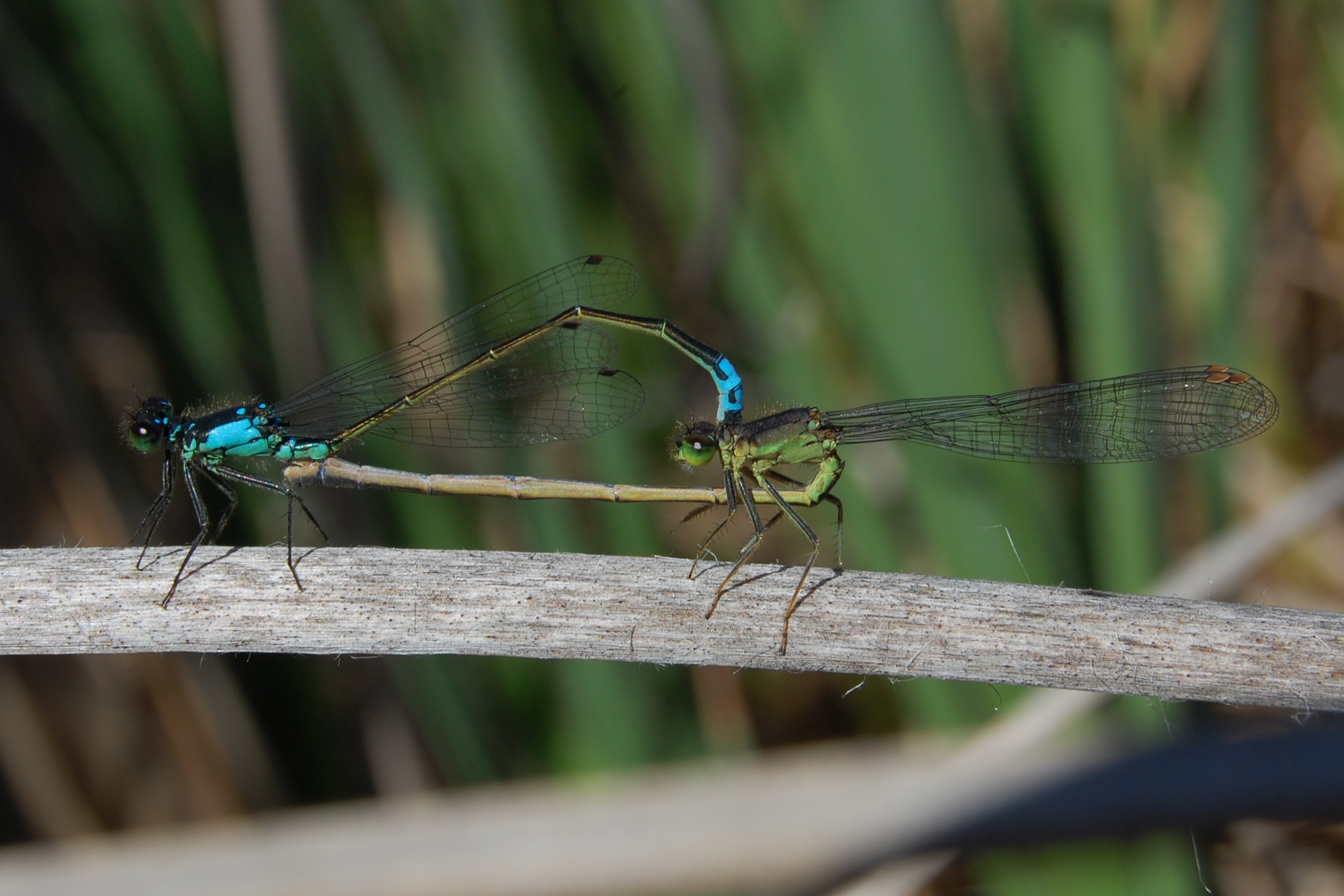
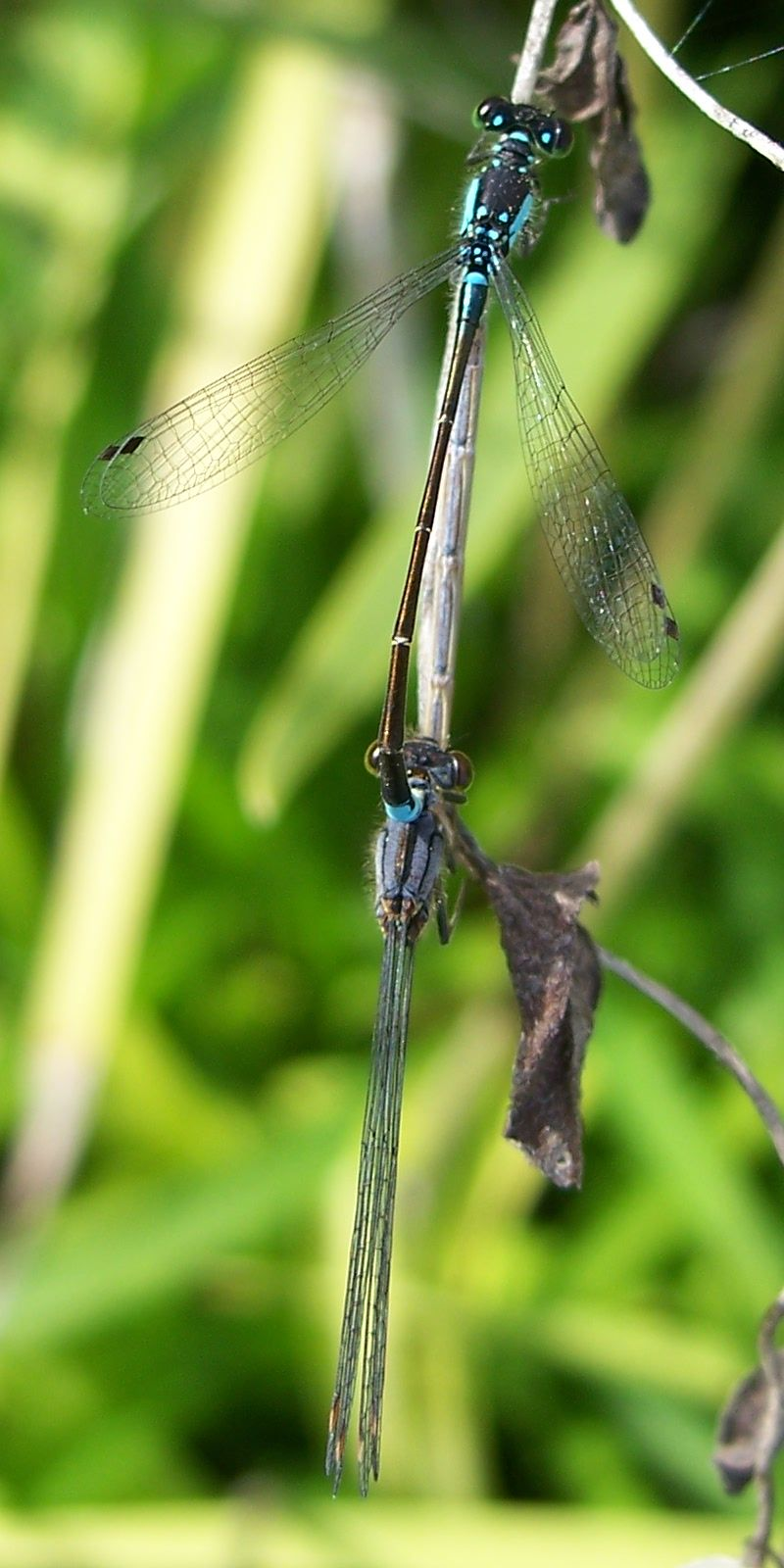
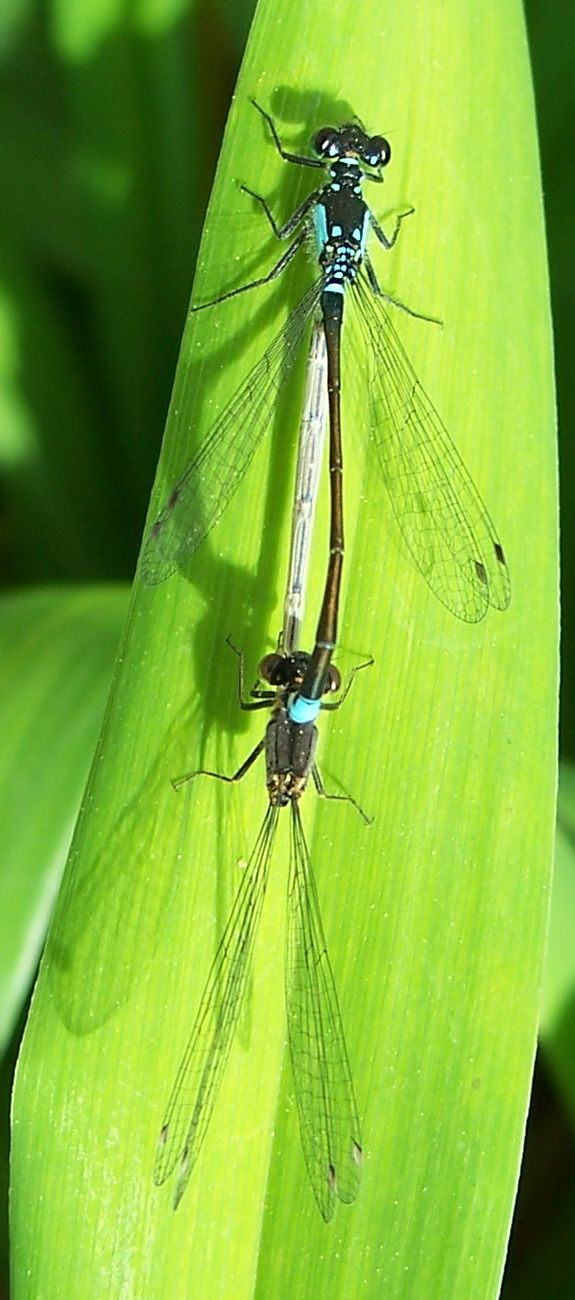